# 新守山站
新守山車站（日语：／ Shin-moriyama eki */?）位於名古屋市守山區新守町。為東海旅客鐵道（JR東海）及日本貨物鐵道（JR貨物）中央本線之車站。
本站是名古屋市內中央本線中，快速列車唯一不停靠之車站。

## 車站構造
本站為2面4線島式月台的地上車站。本站亦為從名古屋站出發之後，客運列車最先能夠會車之站。
而本站為委外營運車站，由千種車站來進行管理。
在JR的特定都區市內制度中，本站為「名古屋市內」站。並且於中央本線中，本站為名古屋市內之東界站。

### 月台配置
| 月台 | 路線     | 方向 | 目的地             |
| ---- | -------- | ---- | ------------------ |
| 1、2 | 中央本線 | 下行 | 多治見、中津川方向 |
| 3、4 | 中央本線 | 上行 | 名古屋方向         |

## 使用情況
根據「名古屋市統計年鑑」，近年1日平均上車人次如下表。
| 年度   | 1日平均 上車人次 | 來源   |
| ------ | ---------------- | ------ |
| 1991年 | 6,624            | [ 2 ]  |
| 1992年 | 7,057            | [ 2 ]  |
| 1993年 | 7,190            | [ 2 ]  |
| 1994年 | 7,547            | [ 2 ]  |
| 1995年 | 7,527            | [ 3 ]  |
| 1996年 | 7,650            | [ 3 ]  |
| 1997年 | 7,528            | [ 3 ]  |
| 1998年 | 7,425            | [ 3 ]  |
| 1999年 | 7,396            | [ 3 ]  |
| 2000年 | 7,577            | [ 4 ]  |
| 2001年 | 7,127            | [ 4 ]  |
| 2002年 | 7,040            | [ 4 ]  |
| 2003年 | 7,153            | [ 4 ]  |
| 2004年 | 7,267            | [ 4 ]  |
| 2005年 | 7,454            | [ 5 ]  |
| 2006年 | 7,283            | [ 5 ]  |
| 2007年 | 7,299            | [ 5 ]  |
| 2008年 | 7,415            | [ 5 ]  |
| 2009年 | 7,392            | [ 5 ]  |
| 2010年 | 7,484            | [ 6 ]  |
| 2011年 | 7,411            | [ 6 ]  |
| 2012年 | 7,483            | [ 7 ]  |
| 2013年 | 7,781            | [ 8 ]  |
| 2014年 | 7,704            | [ 9 ]  |
| 2015年 | 7,905            | [ 10 ] |
| 2016年 | 8,053            | [ 11 ] |
| 2017年 | 8,179            | [ 12 ] |
| 2018年 | 8,261            | [ 13 ] |

## 相鄰車站
東海旅客鐵道
 中央本線
■快速
通過
■普通
勝川（CF06）－新守山（CF05）－大曾根（CF04）

### 來源
1. 1 2  駅構内の案内表記に準拠。これらはJR東海公式サイトの各駅の時刻表 （页面存档备份，存于）で参照可能（駅掲示用時刻表のPDFが使われているため。2015年1月現在）。
2. 1 2 3 4  平成8年版名古屋市統計年鑑 11.運輸・通信 11-5.JR東海各駅の乗車人員 （页面存档备份，存于） 総数を365および366で除した人数。
3. 1 2 3 4 5  平成12年版名古屋市統計年鑑 11.運輸・通信 11-5.JR東海各駅の乗車人員 （页面存档备份，存于） 総数を365および366で除した人数。
4. 1 2 3 4 5  平成17年版名古屋市統計年鑑 11.運輸・通信 11-7.JR東海各駅の乗車人員 （页面存档备份，存于） 総数を365および366で除した人数。
5. 1 2 3 4 5  平成22年版名古屋市統計年鑑 11.運輸・通信 11-7.JR東海各駅の乗車人員 （页面存档备份，存于） 総数を365および366で除した人数。
6. 1 2  平成24年版名古屋市統計年鑑 11.運輸・通信 11-7.JR東海各駅の乗車人員 （页面存档备份，存于） 総数を365および366で除した人数。
7. ↑  平成25年版名古屋市統計年鑑 11.運輸・通信 11-7.JR東海各駅の乗車人員 （页面存档备份，存于） 総数を365および366で除した人数。
8. ↑  平成26年版名古屋市統計年鑑 11.運輸・通信 11-7.JR東海各駅の乗車人員 （页面存档备份，存于） 総数を365で除した人数。
9. ↑  平成27年版名古屋市統計年鑑 11.運輸・通信 11-7.JR東海各駅の乗車人員 （页面存档备份，存于） 総数を365で除した人数。
10. ↑  平成28年版名古屋市統計年鑑 11.運輸・通信 11-7.JR東海各駅の乗車人員 （页面存档备份，存于） 総数を366で除した人数。
11. ↑  平成29年版名古屋市統計年鑑 11.運輸・通信 11-7.JR東海各駅の乗車人員 （页面存档备份，存于） 総数を365で除した人数。
12. ↑  平成30年版名古屋市統計年鑑 11.運輸・通信 11-7.JR東海各駅の乗車人員 （页面存档备份，存于） 総数を365で除した人数。
13. ↑  令和元年版名古屋市統計年鑑 11.運輸・通信 11-7.JR東海各駅の乗車人員 （页面存档备份，存于） 総数を365で除した人数。

## 外部連結
- 新守山 - 東海旅客鐵道